# Platylabus spiraculus
Platylabus spiraculus är en stekelart som beskrevs av Tohru Uchida 1926. Platylabus spiraculus ingår i släktet Platylabus och familjen brokparasitsteklar. Inga underarter finns listade i Catalogue of Life.